# 陈思聪
陈思聪（1922年—？），男，湖南湘潭人，中国心血管内科专家，曾任中国人民解放军第二军医大学附属长征医院内科主任、教授、博士生导师。